# اسپاندیاس پورپورآ
مامبین ارغوانی یا اسپاندیاس پورپورآ (نام علمی: Spondias purpurea) یا خوکوته (به اسپانیایی: Jocote) نام یک گونه از تیره پسته‌ایان است.